# Jesina Calcio a 5
Lo Jesi C5  è una squadra italiana di calcio a 5 con sede a Jesi.

## Storia

### Dalla fondazione alla fine
L'evento che porta alla nascita della società è l'inaugurazione nel 1986 di un campo polivalente coperto presso il Circolo Cittadino di Jesi. La squadra costituita dai soci del Circolo si classifica subito al primo posto nel campionato di serie A regionale, confermando la propria abilità anche nel torneo internazionale svoltosi nel mese di ottobre a Jesi. L'anno successivo la squadra si aggiudica il trofeo Gallazzi, valido per l'assegnazione della II Coppa Marche e ottiene di diritto la partecipazione alla fase nazionale della Coppa Italia. La Coppa Marche viene vinta anche nella stagione 1987-88, mentre l'anno successivo la squadra si piazza al terzo posto. Dal 1990-91 al 1993-94 la squadra del Circolo Cittadino gioca nel campionato nazionale in serie B, ottenendo sempre ottimi risultati, fino alla promozione, nel 1994-95, nel campionato di serie A2. Qui rimane per due anni, dopodiché ancora una promozione, questa volta in serie A, dove, a parte la retrocessione del primo anno, milita fino alla stagione 2000-01 con in panchina il tecnico Roberto Osimani. Nel 1991 l'attività del calcio a cinque viene assorbita dalla società sportiva della Jesina Calcio, in quanto il Circolo non può più sostenere le spese necessarie alla sua conduzione. Nella stagione 2006-07 la società cambia denominazione in Associazione Sportiva Nuova Jesina Calcio a 5 e sfiora il ritorno in serie B venendo però sconfitta nella finale dei play-off regionali. L'estate successiva la società si fonde con il Tenax Sport Club Castelfidardo cessando la sua ventennale attività sportiva.

### Tempi moderni
Nell'estate 2013 viene fondato lo Jesi C5, ideale prosecuzione della storica Jesina C5, che ne riprende i colori sociali e seguito dei tifosi. Al primo anno la nuova società centra subito la promozione nel campionato di Serie C2. Dopo un torneo di assestamento, la squadra leoncella alza l'asticella a caccia della promozione nella massima serie regionale, risultato raggiunto al termine della stagione 2016-17. Nella stagione 2018-19 vince la Coppa Italia regionale e prende parte alla fase nazionale venendo eliminata al 1º turno dal Palmanova, avversario già affrontato ai tempi della Serie A.
Nella stagione 2023-24 invece la squadra perde il campionato all'ultima giornata dopo aver rimontato un importante distacco nei confronti della Nuova Juventina. Vengono vinti i playoff regionali e il primo turno di quelli nazionali, il sogno della promozione però svanisce in finale ai rigori contro i veneti dell'Antenore Padova. In estate il club leoncello viene ripescato in Serie B.

## Cronistoria
| Cronistoria dello Jesi C5 |
| --- |
| - 1986 · Fondazione della squadra di Calcio a 5 del Circolo Cittadino di Jesi. - 1986-87 · 1ª nel Campionato regionale di Serie A. - 1987-88 · ? - 1988-89 · Campionati regionali. - 1989-90 · 9ª nel girone B di Serie A. Ammessa in Serie B. - 1990-91 · Disputa il girone A di Serie B. - 1991 · Assume la denominazione Jesina C5. - 1991-94 · Campionati regionali. - 1994-95 · Campionati regionali. Promossa in Serie B. - 1995-96 · 2ª nel girone B di Serie B. - 1996-97 · 1ª nel girone B di Serie B. Promossa in Serie A. - 1997-98 · 17ª in Serie A. Retrocessa in Serie A2. Sedicesimi di finale di Coppa Italia. - 1998-99 · 2ª nel girone A Serie A2. Promossa in Serie A. Vince lo spareggio contro il Firenze. Sedicesimi di finale di Coppa Italia. - 1999-00 · 12ª in Serie A. - 2000-01 · 15ª in Serie A. Retrocessa in Serie A2. - 2001-02 · 5ª nel girone A di Serie A2. Quarti di finale dei play-off. - 2002-03 · 14ª nel girone A di Serie A2. Retrocessa in Serie B. - 2003-04 · 12ª nel girone C di Serie B. Retrocessa in Serie C1. - 2004-05 · 5ª in Serie C1. - 2005-06 · 10ª in Serie C1. - 2006 · Assume la denominazione Nuova Jesina C5. - 2006-07 · 3ª in Serie C1. Finalista dei play-off regionali. - 2007 · Fusione con il Tenax Sport Club Castelfidardo. - 2007-13 · Inattiva. - 2013 · Fondazione dello Jesi C5. - 2013-14 · 1ª nel girone B di Serie D. Promossa in Serie C2. - 2014-15 · 7ª nel girone A di Serie C2. - 2015-16 · 2ª nel girone A di Serie C2. 2ª nel girone dei play-off intergirone. - 2016-17 · 2ª nel girone A di Serie C2. Promossa in Serie C1. Vince i play-off intergirone. - 2017-18 · 5ª in Serie C1. Semifinalista dei play-off regionali. - 2018-19 · 7ª in Serie C1. Vince la Coppa Italia regionale (1º titolo). - 2019-20 · 7ª in Serie C1. - 2020-21 · stagione non disputata - 2021-22 · 6ª in Serie C1. - 2022-23 · 8ª in Serie C1. - 2023-24 · 2ª in Serie C1. Vince i play-off regionali, perde la finale dei play-off nazionali, ripescato in Serie B. |